# Melanopsis trifasciata
Melanopsis trifasciata es una especie de molusco gasterópodo de la familia Melanopsidae.

## Distribución geográfica
Solo se encuentra en corrientes salobres y estuarios de Nueva Zelanda.